# Орловка (Орехово-Зуевский район)
Орловка — посёлок в Орехово-Зуевском муниципальном районе Московской области. Входит в состав сельского поселения Верейское. Население — 13 чел. (2010).

## География
Посёлок Орловка расположен в северной части Орехово-Зуевского района, примерно в 5 км к востоку от города Орехово-Зуево. В 1,5 км к северу от посёлка находится озеро Горбатое. Высота над уровнем моря 117 м. Ближайший населённый пункт — посёлок Щучье Озеро.

## История
До муниципальной реформы 2006 года посёлок входил в состав Верейского сельского округа Орехово-Зуевского района.

## Население
По переписи 2002 года в посёлке проживало 2 человека (1 мужчина, 1 женщина).
| 2002 | 2006 | 2010 |
| ---- | ---- | ---- |
| 2    | →2   | ↗13  |